# Szczawian dietylu
Szczawian dietylu, pot. szczawian etylu, (COOEt)
2 – organiczny związek chemiczny, ester kwasu szczawiowego i etanolu, z których można go otrzymać w reakcji:
2C
2H
5OH + H
2C
2O
4 ⇄ (C
2H
5O
2)
2C
2O
2 + 2H
2O↑
Reakcje estryfikacji są katalizowane kwasami, ze względu jednak na stosunkowo dużą moc kwasu szczawiowego (pKa1 = 1,3) nie ma konieczności stosowania dodatku innego silnego kwasu. Powstającą wodę należy usuwać przez oddestylowanie, gdyż estryfikacja jest reakcją odwracalną. W tym celu proces można prowadzić w roztworze benzenu, który z etanolem i wodą tworzy mieszaninę azeotropową wrzącą w temperaturze 64,8 °C. Po zakończeniu reakcji nadmiar substratów i lotne produkty uboczne usuwa się przez odparowanie, a szczawian dietylu izoluje się przez destylację.
Szczawian dietylu jest stosowany jako rozpuszczalnik organiczny oraz substrat do syntezy innych związków chemicznych.